# Бойцы за свободу Камбоджи
Бойцы́ за свобо́ду Камбо́джи (сокр. БСК; кхмер. ចលនាកងទ័ពសេរីជាតិកម្ពុជា) — камбоджийская подпольная антикоммунистическая военизированная организация. Ведут вооружённую борьбу против правительства Хун Сена. Руководство базируется в Лонг-Бич (США, штат Калифорния). 24 ноября 2000 года совершили попытку государственного переворота. Официально признаны в Камбодже террористической организацией.

## Радикальная оппозиция
Организация была создана в октябре 1998 года на тайном совещании радикальных камбоджийских оппозиционеров в Пойпете. Инициатором выступил антикоммунистический активист Ясит Чхун — камбоджийский эмигрант в США, бывший член либеральной Партии Сам Рейнси. В 1989 году он вышел из партии, поскольку убедился в невозможности свергнуть правительство Хун Сена ненасильственными методами.
Бойцы за свободу Камбоджи (БСК) объявили своей задачей «борьбу против коммунистов в защиту интересов камбоджийского народа» и поставили целью вооружённое свержение правящего режима. Они обвиняют Хун Сена и его сподвижников в причастности к режиму Красных кхмеров и геноциду 1970-х годов, коллаборационизме в период вьетнамской оккупации 1979—1989, злоупотреблениях властью и фальсификациях выборов. БСК принципиально не участвуют в выборах — по их мнению, результаты голосования в любом случае будут подтасованы в пользу правящего режима.

## Попытка переворота
Боевики БСК базировались в Таиланде и совершали оттуда рейды на камбоджийскую территорию. К маю 2000 года Ясит Чхун собрал среди камбоджийской диаспоры в США 300 тысяч долларов пожертвований. На эти средства он снарядил экспедицию из 200 боевиков на круизном судне Queen Mary. Возглавили отряд Ясит Чхун и камбоджийский эмигрант Ричард Кири Ким. Боевики расположились на базе труднодоступном приграничном районе таиландской территории.
24 ноября 2000 года около 70 повстанцев БСК, вооружённых автоматами и гранатомётами, атаковали в Пномпене здания правительства, министерства обороны и телецентра. Ожесточённый бой с правительственными силами длился около часа, погибли 8 человек. Акция была подавлена, около 200 человек во главе с Ричардом Кири Кимом арестованы.
Ясит Чхун сумел бежать в Таиланд и оттуда в США. Он был объявлен в международный розыск, арестован и 22 июня 2010 года приговорён американским судом к пожизненному заключению.
Находящиеся в США активисты БСК утверждают, что вооружённое подполье на камбоджийской территории продолжает действовать. Открытые члены организации в США проводят сборы средств в помощь камбоджийским беженцам.